# Write once, run anywhere
Write Once, Run Anywhere(WORA; 한국어: 작성은 한 번만, 돌리는 건 어디서든)은 1995년에 썬 마이크로시스템즈가 만든 자바의 표어이다. 이는 컴퓨터에 따라 다른 코드를 작성해야 했던 어셈블리어와 다르게 자바는 컴퓨터가 달라도 하나의 통일된 코드로 실행할 수 있다는 장점을 나타내기 위해 제작되었다. 현대에는 자바뿐만 아니라 대부분의 프로그래밍 언어가 이를 일부분에서 모두 지원한다.

## 배경
어셈블리어가 활발히 사용되었을 때는 컴퓨터 제조사에 따라 다른 문법으로 코드를 작성해야 했었다. 이것은 어셈블리어의 단점으로, 컴퓨터의 용도가 달랐기 때문에 통일된 문법을 만들기 어려웠다.
1995년, 자바가 발표되었다. 자바는 하나의 코드만 작성해도 JVM이 각각 다른 코드로 변환시키기 때문에 이 문제를 가지고 있지 않았고, 썬 마이크로시스템즈는 이 장점을 부각시키기 위해 표어를 만들었다.

## 같이 보기
- 패럿 가상 머신
- Write once, compile anywhere